# Rural Hill
Rural Hill è un census-designated place (CDP) degli Stati Uniti d'America, situato nello stato del Tennessee, nella contea di Wilson.